# Llata
A cidade peruana de Llata é a capital da Província de Huamalíes, situada no Departamento de Huánuco, pertencente a Região de Huánuco, Peru.